# Escuque (khu tự quản)
Escuque là một khu tự quản thuộc bang Trujillo, Venezuela. Thủ phủ của khu tự quản Escuque đóng tại Escuque. Khự tự quản Escuque có diện tích 165 km2, dân số theo điều tra dân số ngày 21 tháng 10 năm 2001 là 20796 người.